# Trolleybus de Pyongyang
Le trolleybus de Pyongyang est un réseau de transports en commun de l'agglomération de Pyongyang, en Corée du Nord.
En service depuis le 30 avril 1962, le réseau de trolleybus comprend 10 lignes s'étendant sur environ 57 kilomètres.

## Lignes
Les lignes de trolleybus à Pyongyang ont des numéros officiels, mais ils ne sont pas indiqués sur l'écran de destination. Donc, le numéro de chaque ligne n'est pas connu avec certitude par les touristes, même après plusieurs visites.
1. Gare de Pyongyang - Ryonmotdong
2. Gare de Pyongyang - Ouest de Pyongyang
3. Énergie Thermique - Ouest de Pyongyang
4. Funabashi - Matsushin
5. Grand magasin no 2 - Munsu
6. Grand magasin no 1no'1 - Sodong
7. Non-utilisé (remplacé par la ligne deux du tramway)
8. Hwanggeumbol - Arc de triomphe
9. Ryonmotdong - Ryeongseong
10. Gare de Pyongyang - Centre technologique de Puhan
11. Ouest de Pyongyang - Sopo

## Matériel roulant
Le matériel roulant est exclusivement d'origine nord-coréenne. L'esthétique de certains véhicules semble copiée de designs originellement développés par le constructeur tchèque Karosa.

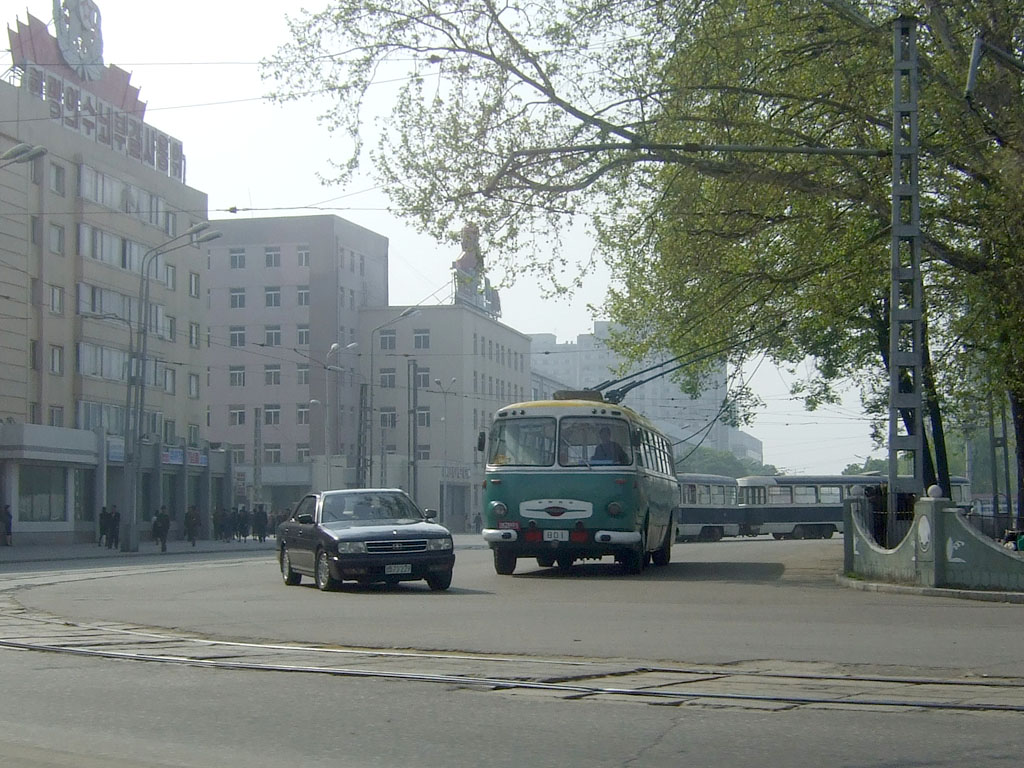
Un trolleybus devant la gare de Pyongyang en 2007.
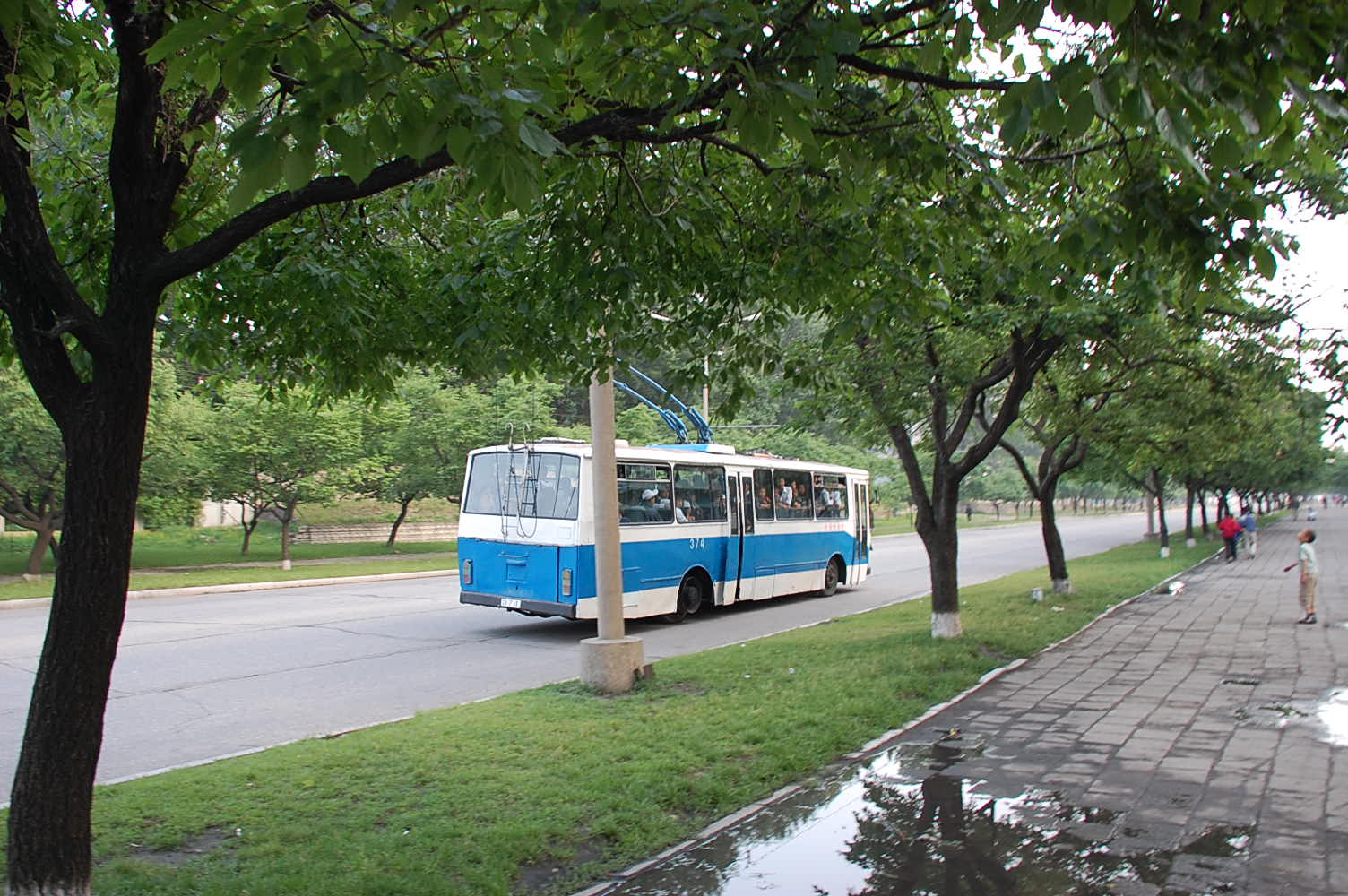
Un trolleybus de Pyongyang en 2008.

## Annexe